# Selección de fútbol de Gambia
La selección de fútbol de Gambia es el equipo representativo del país en las competiciones oficiales. Su organización está a cargo de la Federación de Fútbol de Gambia, perteneciente a la CAF, WAFU y a la FIFA.

## Estadísticas

### Copa Mundial de Fútbol
| Copa Mundial de Fútbol | Copa Mundial de Fútbol  | Copa Mundial de Fútbol  | Copa Mundial de Fútbol  | Copa Mundial de Fútbol  | Copa Mundial de Fútbol  | Copa Mundial de Fútbol  | Copa Mundial de Fútbol  |
| Año                    | Ronda                   | J                       | G                       | E                       | P                       | GF                      | GC                      |
| ---------------------- | ----------------------- | ----------------------- | ----------------------- | ----------------------- | ----------------------- | ----------------------- | ----------------------- |
| 1930 - 1950            | No existía la selección | No existía la selección | No existía la selección | No existía la selección | No existía la selección | No existía la selección | No existía la selección |
| 1954 - 1978            | No participó            | No participó            | No participó            | No participó            | No participó            | No participó            | No participó            |
| 1982                   | No clasificó            | No clasificó            | No clasificó            | No clasificó            | No clasificó            | No clasificó            | No clasificó            |
| 1986                   | No clasificó            | No clasificó            | No clasificó            | No clasificó            | No clasificó            | No clasificó            | No clasificó            |
| 1990                   | No participó            | No participó            | No participó            | No participó            | No participó            | No participó            | No participó            |
| 1994                   | Se retiró               | Se retiró               | Se retiró               | Se retiró               | Se retiró               | Se retiró               | Se retiró               |
| 1998                   | No clasificó            | No clasificó            | No clasificó            | No clasificó            | No clasificó            | No clasificó            | No clasificó            |
| 2002                   | No clasificó            | No clasificó            | No clasificó            | No clasificó            | No clasificó            | No clasificó            | No clasificó            |
| 2006                   | No clasificó            | No clasificó            | No clasificó            | No clasificó            | No clasificó            | No clasificó            | No clasificó            |
| 2010                   | No clasificó            | No clasificó            | No clasificó            | No clasificó            | No clasificó            | No clasificó            | No clasificó            |
| 2014                   | No clasificó            | No clasificó            | No clasificó            | No clasificó            | No clasificó            | No clasificó            | No clasificó            |
| 2018                   | No clasificó            | No clasificó            | No clasificó            | No clasificó            | No clasificó            | No clasificó            | No clasificó            |
| 2022                   | No clasificó            | No clasificó            | No clasificó            | No clasificó            | No clasificó            | No clasificó            | No clasificó            |
| 2026                   | Por disputarse          | Por disputarse          | Por disputarse          | Por disputarse          | Por disputarse          | Por disputarse          | Por disputarse          |
| 2030                   | Por disputarse          | Por disputarse          | Por disputarse          | Por disputarse          | Por disputarse          | Por disputarse          | Por disputarse          |
| 2034                   | Por disputarse          | Por disputarse          | Por disputarse          | Por disputarse          | Por disputarse          | Por disputarse          | Por disputarse          |
| Total                  | 0/22                    | -                       | -                       | -                       | -                       | -                       | -                       |

### Copa Africana de Naciones
| Copa Africana de Naciones | Copa Africana de Naciones | Copa Africana de Naciones | Copa Africana de Naciones | Copa Africana de Naciones | Copa Africana de Naciones | Copa Africana de Naciones | Copa Africana de Naciones |
| Año                       | Ronda                     | J                         | G                         | E                         | P                         | GF                        | GC                        |
| ------------------------- | ------------------------- | ------------------------- | ------------------------- | ------------------------- | ------------------------- | ------------------------- | ------------------------- |
| 1957 - 1974               | No participó              | No participó              | No participó              | No participó              | No participó              | No participó              | No participó              |
| 1976                      | No clasificó              | No clasificó              | No clasificó              | No clasificó              | No clasificó              | No clasificó              | No clasificó              |
| 1978                      | No participó              | No participó              | No participó              | No participó              | No participó              | No participó              | No participó              |
| 1980                      | No clasificó              | No clasificó              | No clasificó              | No clasificó              | No clasificó              | No clasificó              | No clasificó              |
| 1982                      | No clasificó              | No clasificó              | No clasificó              | No clasificó              | No clasificó              | No clasificó              | No clasificó              |
| 1984                      | No clasificó              | No clasificó              | No clasificó              | No clasificó              | No clasificó              | No clasificó              | No clasificó              |
| 1986                      | No clasificó              | No clasificó              | No clasificó              | No clasificó              | No clasificó              | No clasificó              | No clasificó              |
| 1988                      | No clasificó              | No clasificó              | No clasificó              | No clasificó              | No clasificó              | No clasificó              | No clasificó              |
| 1990                      | Se retiró                 | Se retiró                 | Se retiró                 | Se retiró                 | Se retiró                 | Se retiró                 | Se retiró                 |
| 1992                      | No clasificó              | No clasificó              | No clasificó              | No clasificó              | No clasificó              | No clasificó              | No clasificó              |
| 1994                      | No participó              | No participó              | No participó              | No participó              | No participó              | No participó              | No participó              |
| 1996                      | Se retiró                 | Se retiró                 | Se retiró                 | Se retiró                 | Se retiró                 | Se retiró                 | Se retiró                 |
| 1998                      | Descalificado             | Descalificado             | Descalificado             | Descalificado             | Descalificado             | Descalificado             | Descalificado             |
| 2000                      | Se retiró                 | Se retiró                 | Se retiró                 | Se retiró                 | Se retiró                 | Se retiró                 | Se retiró                 |
| 2002                      | No clasificó              | No clasificó              | No clasificó              | No clasificó              | No clasificó              | No clasificó              | No clasificó              |
| 2004                      | No clasificó              | No clasificó              | No clasificó              | No clasificó              | No clasificó              | No clasificó              | No clasificó              |
| 2006                      | No clasificó              | No clasificó              | No clasificó              | No clasificó              | No clasificó              | No clasificó              | No clasificó              |
| 2008                      | No clasificó              | No clasificó              | No clasificó              | No clasificó              | No clasificó              | No clasificó              | No clasificó              |
| 2010                      | No clasificó              | No clasificó              | No clasificó              | No clasificó              | No clasificó              | No clasificó              | No clasificó              |
| 2012                      | No clasificó              | No clasificó              | No clasificó              | No clasificó              | No clasificó              | No clasificó              | No clasificó              |
| 2013                      | No clasificó              | No clasificó              | No clasificó              | No clasificó              | No clasificó              | No clasificó              | No clasificó              |
| 2015                      | Suspendido                | Suspendido                | Suspendido                | Suspendido                | Suspendido                | Suspendido                | Suspendido                |
| 2017                      | No clasificó              | No clasificó              | No clasificó              | No clasificó              | No clasificó              | No clasificó              | No clasificó              |
| 2019                      | No clasificó              | No clasificó              | No clasificó              | No clasificó              | No clasificó              | No clasificó              | No clasificó              |
| 2021                      | Cuartos de final          | 5                         | 3                         | 1                         | 1                         | 4                         | 3                         |
| 2023                      | Fase de grupos            | 3                         | 0                         | 0                         | 3                         | 2                         | 7                         |
| 2025                      | No clasificó              | No clasificó              | No clasificó              | No clasificó              | No clasificó              | No clasificó              | No clasificó              |
| 2027                      | Por definir               | Por definir               | Por definir               | Por definir               | Por definir               | Por definir               | Por definir               |
| Total                     | 2/35                      | 8                         | 3                         | 1                         | 4                         | 6                         | 10                        |

## Selección local

### Campeonato Africano de Naciones
| Campeonato Africano de Naciones | Campeonato Africano de Naciones | Campeonato Africano de Naciones | Campeonato Africano de Naciones | Campeonato Africano de Naciones | Campeonato Africano de Naciones | Campeonato Africano de Naciones | Campeonato Africano de Naciones |
| Año                             | Ronda                           | J                               | G                               | E                               | P                               | GF                              | GC                              |
| ------------------------------- | ------------------------------- | ------------------------------- | ------------------------------- | ------------------------------- | ------------------------------- | ------------------------------- | ------------------------------- |
| 2009                            | No clasificó                    | No clasificó                    | No clasificó                    | No clasificó                    | No clasificó                    | No clasificó                    | No clasificó                    |
| 2011                            | No participó                    | No participó                    | No participó                    | No participó                    | No participó                    | No participó                    | No participó                    |
| 2014                            | No participó                    | No participó                    | No participó                    | No participó                    | No participó                    | No participó                    | No participó                    |
| 2016                            | No clasificó                    | No clasificó                    | No clasificó                    | No clasificó                    | No clasificó                    | No clasificó                    | No clasificó                    |
| 2018                            | No clasificó                    | No clasificó                    | No clasificó                    | No clasificó                    | No clasificó                    | No clasificó                    | No clasificó                    |
| 2021                            | No clasificó                    | No clasificó                    | No clasificó                    | No clasificó                    | No clasificó                    | No clasificó                    | No clasificó                    |
| 2023                            | No clasificó                    | No clasificó                    | No clasificó                    | No clasificó                    | No clasificó                    | No clasificó                    | No clasificó                    |
| 2025                            | No clasificó                    | No clasificó                    | No clasificó                    | No clasificó                    | No clasificó                    | No clasificó                    | No clasificó                    |
| Total                           | 0/8                             | -                               | -                               | -                               | -                               | -                               | -                               |

## Últimos partidos y próximos encuentros
Actualizado al último partido jugado el 9 de junio de 2025
| Fecha      | Ciudad      | Local           | Resultado      | Visitante         | Competición                            |
| ---------- | ----------- | --------------- | -------------- | ----------------- | -------------------------------------- |
| 04-09-2024 | El Yadida   | Comoras         | 1:1            | Gambia            | Clasificación Copa Africana 2025       |
| 08-09-2024 | El Yadida   | Gambia          | 1:2            | Túnez             | Clasificación Copa Africana 2025       |
| 11-10-2024 | Casablanca  | Madagascar      | 1:1            | Gambia            | Clasificación Copa Africana 2025       |
| 15-10-2024 | El Yadida   | Gambia          | 1:0            | Madagascar        | Clasificación Copa Africana 2025       |
| 14-11-2024 | Bakau       | Gambia          | 1:2            | Comoras           | Clasificación Copa Africana 2025       |
| 18-11-2024 | Túnez       | Túnez           | 0:1            | Gambia            | Clasificación Copa Africana 2025       |
| 28-02-2025 | Thiès       | Gambia          | 0:0            | Gabón             | Clasificación Campeonato Africano 2025 |
| 08-03-2025 | Franceville | Gabón           | 0:0 (3:5 pen.) | Gambia            | Clasificación Campeonato Africano 2025 |
| 20-03-2025 | Abiyán      | Gambia          | 1:1            | Kenia             | Clasificación Copa Mundial 2026        |
| 24-03-2025 | Abiyán      | Costa de Marfil | 1:0            | Gambia            | Clasificación Copa Mundial 2026        |
| 03-05-2025 | Bakau       | Gambia          | 0:0            | Argelia           | Clasificación Campeonato Africano 2025 |
| 09-05-2025 | Annaba      | Argelia         | 3:0            | Gambia            | Clasificación Campeonato Africano 2025 |
| 06-06-2025 | Marrakesh   | Gambia          | 2:1            | Guinea Ecuatorial | Partido amistoso                       |
| 09-06-2025 | Marrakesh   | Uganda          | 1:1            | Gambia            | Partido amistoso                       |

## Jugadores

### Última convocatoria
Lista de jugadores para la Copa Africana de Naciones 2021:
| No. | Pos. | Jugador             | Fecha de nacimiento (edad)        | Apa. | Goles | Club                   |
| --- | ---- | ------------------- | --------------------------------- | ---- | ----- | ---------------------- |
| 1   | POR  | Modou Jobe          | 27 de octubre de 1988 (36 años)   | 26   | 0     | Jeddah                 |
| 16  | POR  | Baboucarr Gaye      | 24 de febrero de 1998 (27 años)   | 5    | 0     | Rot-Weiß Koblenz       |
| 22  | POR  | Sheikh Sibi         | 21 de febrero de 1998 (27 años)   | 3    | 0     | Virtus Verona          |
| 2   | DEF  | Saidy Janko         | 22 de octubre de 1995 (29 años)   | 3    | 0     | Real Valladolid        |
| 5   | DEF  | Omar Colley         | 24 de octubre de 1992 (32 años)   | 32   | 0     | Sampdoria              |
| 12  | DEF  | James Gomez         | 14 de noviembre de 2001 (23 años) | 4    | 1     | AC Horsens             |
| 13  | DEF  | Pa Modou Jagne      | 26 de diciembre de 1989 (35 años) | 38   | 2     | Dietikon               |
| 14  | DEF  | Noah Sonko Sundberg | 6 de junio de 1996 (29 años)      | 6    | 0     | Levski Sofia           |
| 16  | DEF  | Mohammed Mbye       | 18 de junio de 1989 (36 años)     | 13   | 0     | Ifö Bromölla IF        |
| 25  | DEF  | Bubacarr Sanneh     | 14 de noviembre de 1994 (30 años) | 26   | 1     | SønderjyskE Fodbold    |
| 26  | DEF  | Ibou Touray         | 24 de diciembre de 1994 (30 años) | 7    | 0     | Salford City           |
| 3   | MED  | Ablie Jallow        | 14 de noviembre de 1998 (26 años) | 16   | 3     | Seraing                |
| 4   | MED  | Hamza Barry         | 3 de abril de 1994 (31 años)      | 17   | 0     | Hajduk Split           |
| 6   | MED  | Sulayman Marreh     | 15 de enero de 1996 (29 años)     | 24   | 1     | Gent                   |
| 8   | MED  | Ebrima Darboe       | 6 de junio de 2001 (24 años)      | 6    | 0     | Roma                   |
| 10  | MED  | Modou Barrow        | 13 de octubre de 1992 (32 años)   | 14   | 2     | Jeonbuk Hyundai Motors |
| 11  | MED  | Musa Barrow         | 14 de noviembre de 1998 (26 años) | 17   | 2     | Bologna                |
| 12  | MED  | Yusupha Bobb        | 22 de junio de 1996 (29 años)     | 10   | 0     | Piacenza               |
| 15  | MED  | Ebrima Sohna        | 14 de diciembre de 1988 (36 años) | 37   | 3     | Fortune                |
| 17  | MED  | Bubacarr Jobe       | 21 de noviembre de 1994 (30 años) | 11   | 3     | Norrby IF              |
| 28  | MED  | Ebou Adams          | 15 de enero de 1996 (29 años)     | 8    | 0     | Forest Green Rovers    |
| 7   | DEL  | Lamin Jallow        | 22 de julio de 1994 (30 años)     | 17   | 1     | Vicenza                |
| 9   | DEL  | Assan Ceesay        | 17 de marzo de 1994 (31 años)     | 23   | 11    | Zürich                 |
| 19  | DEL  | Ebrima Colley       | 1 de febrero de 2000 (25 años)    | 10   | 0     | Spezia                 |
| 20  | DEL  | Bubacarr Trawally   | 10 de noviembre de 1994 (30 años) | 14   | 0     | Ajman                  |
| 23  | DEL  | Muhammed Badamosi   | 27 de diciembre de 1998 (26 años) | 10   | 1     | Kortrijk               |
| 24  | DEL  | Dembo Darboe        | 17 de agosto de 1998 (26 años)    | 2    | 0     | Shakhtyor Soligorsk    |
| 27  | DEL  | Yusupha Njie        | 3 de enero de 1994 (31 años)      | 2    | 0     | Boavista               |

### Más partidos
Actualizado en junio de 2024
| Posición | Jugador         | Partidos | Goles | Carrera       |
| -------- | --------------- | -------- | ----- | ------------- |
| 1        | Omar Colley     | 45       | 1     | 2012–presente |
| 2        | Pa Modou Jagne  | 43       | 2     | 2006–2022     |
| 3        | Bubacarr Sanneh | 38       | 1     | 2012–presente |
| 4        | Assan Ceesay    | 36       | 13    | 2013–presente |
| 5        | Ebrima Sohna    | 38       | 3     | 2007–2022     |
| 6        | Sulayman Marreh | 35       | 1     | 2011–presente |
| 7        | Musa Barrow     | 32       | 5     | 2018–presente |
| 8        | Abdou Jammeh    | 33       | 2     | 2006–2015     |
| 9        | Modou Jobe      | 29       | 0     | 2007–presente |
| 10       | Ablie Jallow    | 27       | 7     | 2015–presente |

### Goleadores
| Posición | Jugador            | Goles | Partidos | Ratio | Carrera       |
| -------- | ------------------ | ----- | -------- | ----- | ------------- |
| 1        | Assan Ceesay       | 13    | 39       | 0.33  | 2013–presente |
| 2        | Ablie Jallow       | 7     | 30       | 0.23  | 2015–presente |
| 3        | Momoudou Ceesay    | 6     | 16       | 0.38  | 2010–2015     |
| 3        | Musa Barrow        | 6     | 35       | 0.17  | 2018–presente |
| 5        | Omar Samba         | 5     | 11       | 0.45  | 1995–2002     |
| 5        | Jatto Ceesay       | 5     | 17       | 0.29  | 1994–2007     |
| 5        | Mustapha Jarju     | 5     | 26       | 0.19  | 2006–2013     |
| 8        | Samuel Kargbo      | 3     | 9        | 0.33  | 1994–1996     |
| 8        | Njogu Demba-Nyrén  | 3     | 15       | 0.2   | 2006–2011     |
| 8        | Edrissa Sonko      | 3     | 16       | 0.19  | 1996–2008     |
| 8        | Aziz Corr Nyang    | 3     | 17       | 0.18  | 2002–2011     |
| 8        | Bubacarr Jobe      | 3     | 17       | 0.18  | 2018–presente |
| 8        | Mamadou Danso      | 3     | 20       | 0.15  | 2011–2019     |
| 8        | Ebrima Ebou Sillah | 3     | 24       | 0.13  | 1996–2008     |
| 8        | Ebrima Sohna       | 3     | 38       | 0.08  | 2007–2022     |

## Entrenadores
- Hans Heiniger (1987–1992)
- Sang Ndong (1994–2003)
- Antoine Hey (2006-2007)
- José María Martínez López (2007-2008)
- Paul Put (2008-2011)
- Luciano Mancini (2012-2013)
- Peter Bonu Johnson (2013-2015)
- Raoul Savoy (2015)
- Sang Ndong (2016-2018)
- Tom Saintfiet (2018-2024)
- Sang Ndong (2024)
- Johnny McKinstry (2024-)